# Выборы главы Республики Коми (2014)
Выборы Главы Республики Коми состоялись в Республике Коми 14 сентября 2014 года в единый день голосования. Главу республики впервые избирали на пятилетний срок, ранее срок полномочий составлял 4 года.
На 1 января 2014 года в Республике Коми было зарегистрировано 715 987 избирателей (в 2013 — 721 212).

## Предшествующие события
Последние прямые выборы главы республики прошли в 2001 году. Далее, вплоть до 2012 года, кандидатура главы республики Коми предлагалась Госсовету на утверждение президентом.
В январе 2010 года президент России Дмитрий Медведев внёс на рассмотрение госсовета Республики Коми кандидатуру Вячеслава Гайзера для наделения его полномочиями главы Республики Коми. 15 января депутаты Государственного совета Коми утвердили его кандидатуру на 4-летний срок. После голосования прошла церемония вступления в должность нового главы Республики Коми.
В 2012 году был принят закон, восстанавливающий прямые выборы глав регионов, в том числе и главы Республики Коми. В 2013 году в федеральное законодательство были внесены изменения, согласно которым региональным парламентам было дано право самостоятельно определять форму проведения выборов — губернатор может избираться депутатами или же гражданами с помощью прямых выборов. Государственный совет Республики Коми выбрал второй вариант.
Полномочия Вячеслава Гайзера истекали 14 января 2014 года. В тот же день президент Владимир Путин назначил его временно исполняющим обязанности главы Республики Коми до вступления в должность избранного главы.

## Ход событий
- 11 июня Госсовет Республики Коми назначил выборы на единый день голосования — 14 сентября 2014 года (назначение было возможно с 6 по 16 июня)
- с 11 июня началось выдвижение кандидатов
- с 5 июля по 4 августа — регистрация заявлений кандидатов в Избирательной комиссии Коми. К заявлениям должны прилагаться листы с подписями муниципальных депутатов.
- 13 сентября — день тишины
- 14 сентября — день голосования

## Выдвижение и регистрации кандидатов

### Право выдвижения
Главой республики быть избран гражданин Российской Федерации, достигший возраста 30 лет.
В Республике Коми кандидаты выдвигаются только политическими партиями, имеющими в соответствии с федеральными законами право участвовать в выборах. Право выдвигать кандидатов имели 69 политических партий РФ. В Коми имелось 28 региональных отделений. При этом кандидатам не обязательно быть членом какой-либо партии.
У кандидата не должно быть гражданства иностранного государства либо вида на жительство в какой-либо иной стране.
С июня 2013 года кандидат в губернаторы области обязан также представить в избирком письменное уведомление о том, что он не имеет счетов (вкладов), не хранит наличные денежные средства и ценности в иностранных банках. Все таковые счета кандидат обязан закрыть к моменту своей регистрации.

### Поддержка выдвижения (муниципальный фильтр)
1 июня 2012 года вступил в силу закон, вернувший прямые выборы глав субъектов Российской Федерации. Однако был введён так называемый муниципальный фильтр. Всем кандидатам на должность главы субъекта РФ (как выдвигаемых партиями, так и самовыдвиженцам), согласно закону, требуется собрать в свою поддержку от 5 % до 10 % подписей от общего числа муниципальных депутатов и избранных на выборах глав муниципальных образований, в числе которых должно быть от 5 до 10 депутатов представительных органов муниципальных районов и городских округов и избранных на выборах глав муниципальных районов и городских округов. Муниципальным депутатам представлено право поддержать только одного кандидата.
В Республике Коми кандидаты должны собрать подписи муниципальных депутатов в количестве 10 % от общего числа. Из них 10 % должны быть депутатами районных и городских советов и (или) главами районов и городских округов. Остальные могут быть депутатами сельских поселений.
11 июня 2014 года республиканский избирком опубликовал расчёт количества необходимых подписей. Так кандидат должен собрать не менее 204 и не более 214 подписей. Из них не менее 44 подписей должны принадлежать депутатам и избранным главам городского или районного уровня и должны быть собраны не менее чем в 15 муниципальных образованиях (в районах или городах). Эти подписи должны быть представлены со всеми документами не позднее 4 августа.

### Кандидаты в Совет Федерации
С декабря 2012 года действует новый порядок формирования Совета Федерации. Так каждый кандидат на должность главы Республики Коми при регистрации должен представить список из трёх человек, первый из которых, в случае избрания кандидата на должность главы, станет сенатором в Совете Федерации от правительства региона.

## Бойкот выборов
В начале августа, за месяц до выборов, лидер националистического движения «Рубеж Севера» Алексей Колегов призывал жителей Коми бойкотировать выборы, так как по его мнению из-за применения «муниципального фильтра» до выборов не допущены настоящие оппозиционеры.

## Предвыборная кампания
На телеканале ГТРК «Коми Гор» ежедневно показывали агитационную рекламу кандидатов. В эфире этого же канала 27 августа состоялись предвыборные дебаты кандидатов на пост главы. В ходе дебатов произошёл инцидент, когда в прямом эфире кандидат Евгений Вологин (Правое дело) плеснул стакан воды в лицо Илье Величко (Справедливая Россия).

## Кандидаты
| Кандидат        | Должность (на момент выдвижения)                                                     | Партия              | Статус          |
| --------------- | ------------------------------------------------------------------------------------ | ------------------- | --------------- |
| Андрей Андреев  | депутат Государственной думы                                                         | КПРФ                | зарегистрирован |
| Михаил Брагин   | депутат Госсовета Республики Коми                                                    | ЛДПР                | зарегистрирован |
| Евгений Вологин | проректор ГОУ ВО «Коми республиканская академия государственной службы и управления» | Правое дело         | зарегистрирован |
| Вячеслав Гайзер | ВРИО главы Республики Коми                                                           | Единая Россия       | зарегистрирован |
| Илья Величко    | депутат Госсовета Республики Коми                                                    | Справедливая Россия | зарегистрирован |

## Итоги выборов
В выборах в приняли участие 411 611 человек, таким образом явка избирателей составила 59,06 %. Комментируя результаты выборов, председатель избирательной комиссии Елена Шабаршина заявила, что это самая высокая электоральная активность жителей республики на выборах главы Республики Коми за всю историю их проведения.
| Явка избирателей                                      | Явка избирателей                                      | Явка избирателей | Явка избирателей |
| ----------------------------------------------------- | ----------------------------------------------------- | ---------------- | ---------------- |
| Число избирателей, включённых в список избирателей    | Число избирателей, включённых в список избирателей    | 696 883          | 100 %            |
| Из них приняли участие в выборах (выдано бюллетеней)  | Из них приняли участие в выборах (выдано бюллетеней)  | 411 611          | 59,06 %          |
| Процент испорченных бюллетеней                        |                                                       |                  |                  |
| Приняли участие в голосовании (возвращёно бюллетеней) | Приняли участие в голосовании (возвращёно бюллетеней) | 410 819          | 100 %            |
| Из них действительных бюллетеней                      | Из них действительных бюллетеней                      | 403 117          |                  |
| Из них недействительных бюллетеней                    | Из них недействительных бюллетеней                    | 7702             | 1,87 %           |
| Распределение голосов:                                |                                                       |                  |                  |
| 1.                                                    | Вячеслав Гайзер                                       | 324 439          | 78,97 %          |
| 2.                                                    | Андрей Андреев                                        | 28 147           | 6,85 %           |
| 3.                                                    | Михаил Брагин                                         | 28 141           | 6,85 %           |
| 4.                                                    | Илья Величко                                          | 12 342           | 3,00 %           |
| 5.                                                    | Евгений Вологин                                       | 10 048           | 2,45 %           |
| Число действительных (учтённых) бюллетеней            | Число действительных (учтённых) бюллетеней            | 403 117          | 100 %            |

Выборы выиграл Вячеслав Гайзер, набравший 78,97 % голосов избирателей. 19 сентября он вступил в должность Главы Республики Коми и в тот же день назначил сенатором от правительства Республики Коми Владимира Торлопова.